# 神林站
神林站（：／ Sillim yeok */?）是韩国铁道公社的一個铁路车站，位于江原道原州市神林面，屬於中央线。

## 历史
- 1941年7月1日：开始使用。
- 2021年1月5日：停用本站。

## 相鄰車站
韓国铁道公社
中央线
仓交信号场－神林－莲交信号场